# Skandal kasetowy

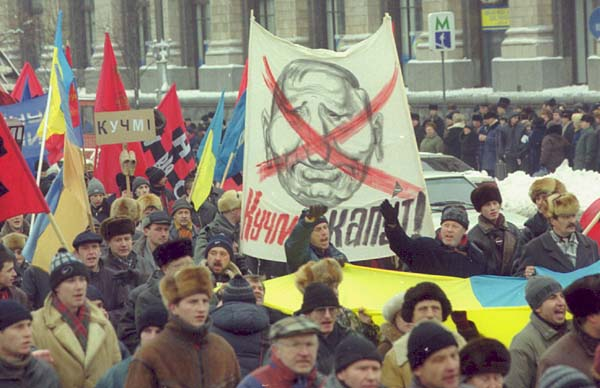
Protest „Ukraina bez Kuczmy” z dnia 5 lutego 2001 roku

Skandal kasetowy (też Kuczmagate; ukr. Касетний скандал) – określenie afery politycznej dotyczącej zabójstwa dziennikarza Heorhija Gongadze. O zlecenie morderstwa oskarżono prezydenta Ukrainy Łeonida Kuczmę.

## Śmierć Gongadze
16 września 2000 roku zaginął Heorhij Gongadze, ukraiński dziennikarz pochodzenia gruzińskiego, redaktor naczelny gazety internetowej Ukraińska prawda. Dziennikarz stał się znany za sprawą artykułów na temat wpływowych ukraińskich oligarchów, powiązanych z Kuczmą. Jego ciało z odciętą głową odnaleziono 2 listopada 2000 roku w lesie pod Taraszczą.

## Opublikowanie nagrań
28 listopada 2000 roku przewodniczący Socjalistycznej Partii Ukrainy Ołeksandr Moroz poinformował o istnieniu nagrań, wykonanych w gabinecie Kuczmy przez jego ochroniarza Mykołę Melnyczenkę. Na niskiej jakości nagraniach było słychać, jak człowiek o głosie podobnym do Kuczmy zleca porwanie dziennikarza. Taśmy zawierają 300 godzin nagrań. Po opublikowaniu nagrań podejrzewano, że za śmiercią dziennikarza mogli stanąć: prezydent Łeonid Kuczma, przewodniczący administracji prezydenta Wołodymyr Łytwyn i minister do spraw wewnętrznych Jurij Krawczenko. Po ujawnieniu taśm Melnyczenko zbiegł do Stanów Zjednoczonych, gdzie skorzystał z azylu politycznego.
Po opublikowaniu nagrań na Ukrainie od 15 grudnia 2000 do marca 2001 roku odbywały się protesty społeczne zorganizowane przez komitety „Ukraina bez Kuczmy” i „O prawdę” oraz Socjalistyczną Partię Ukrainy i Batkiwszczynę Julii Tymoszenko. Protest z 19 grudnia w Kijowie był największym protestem od sierpnia 1991 roku. We wszystkich manifestacjach brało udział 24 partii politycznych i organizacji społecznych. Podczas protestu 9 marca w Kijowie doszło do starć z milicją.

## Następstwa
Śmierć Gongadze zaktywizowała ukraińską inteligencję oraz uświadomiła części społeczeństwa problem patologii władzy. Kuczma zaczął być izolowany na arenie międzynarodowej, a jego popularność na Ukrainie spadła z 60 do 20 procent.
4 marca 2005 roku były minister spraw wewnętrznych Jurij Krawczenko popełnił samobójstwo.
Podczas wieloletniego śledztwa nie udało się ustalić części faktów dotyczących morderstwa. Ustalono, że bezpośrednio odpowiedzialny za zbrodnie jest były funkcjonariusz Ukraińskiego Ministerstwa Spraw Wewnętrznych gen. Ołeksij Pukacz, kierujący uprowadzeniem i zabójstwem Gongadze. W 2008 roku trzech oficerów milicji uznano za winnych zabójstwa dziennikarza i skazano na długoletnie więzienie. Pukacza ujęto w 2009 roku. W 2013 roku został skazany na dożywocie. Podczas procesu generał zeznał, że morderstwo zlecił Kuczma.
Oficjalnie do dzisiaj nie wiadomo, kto był bezpośrednim zleceniodawcą, zaś pojawiające się hipotezy służą głównie do walk politycznych. W 2019 roku prokurator generalny Ukrainy Jurij Łucenko oświadczył, że Łeonid Kuczma nie wydał bezpośredniego nakazu zamordowania dziennikarza.